# 레드 플래그 훈련

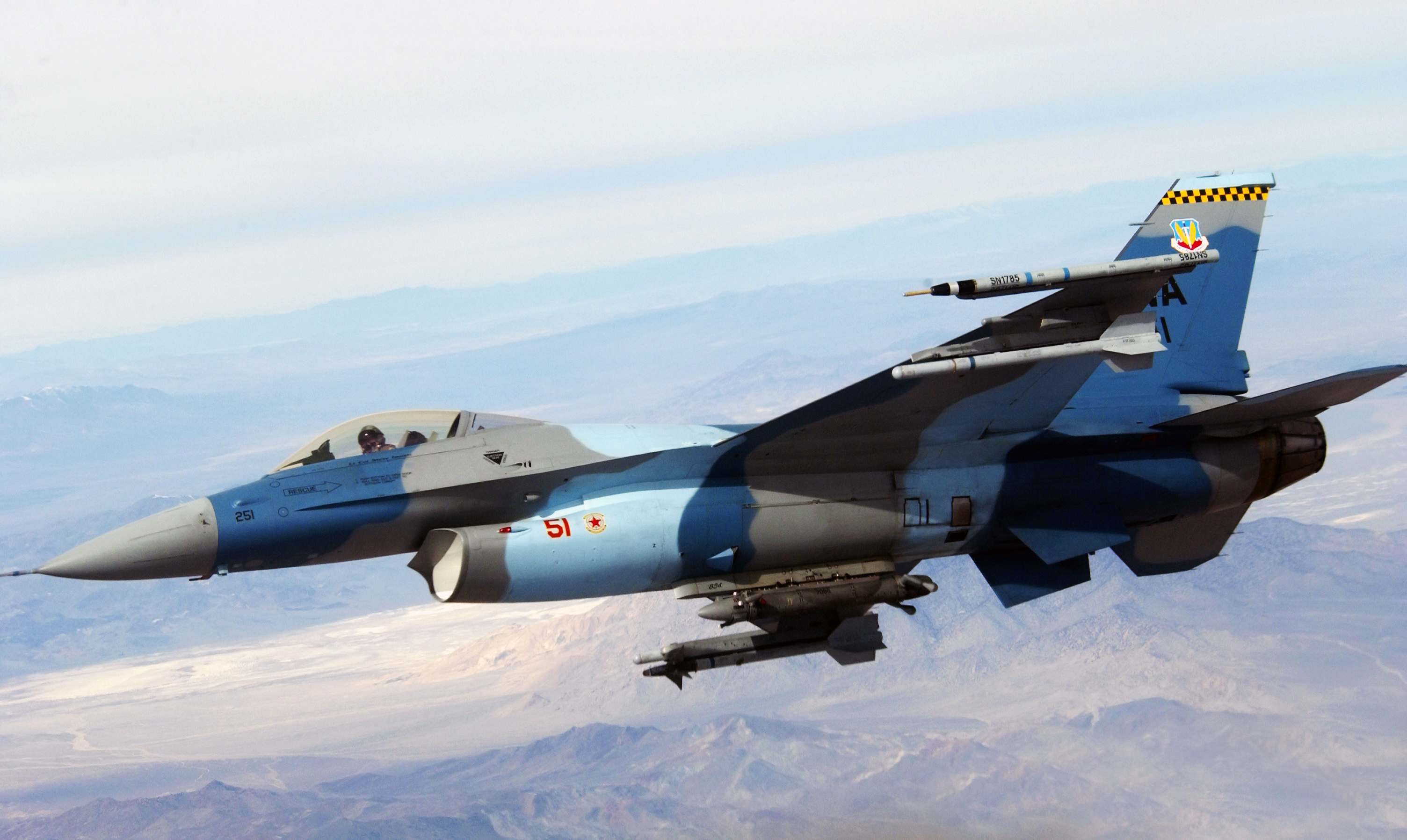

레드 플래그 훈련(Exercise Red Flag)은 미국 공군이 주최하는 다국적 연합 공군 훈련이다.

## 역사
1975년부터 매년 2주동안 실시한다. 초기에는 COPE THUNDER 훈련이었다.

## 참여국가
| - 오스트레일리아 - 벨기에 - 브라질 (July 1998,August 2008 and July 2013) - 캐나다 - 칠레 (July 1998) - 콜롬비아 (July 2012) - 덴마크 - 이집트 - 프랑스 - 독일 - 그리스 - 인도 (2008) - 이스라엘 - 이탈리아 - 요르단 - 일본 - 뉴질랜드 | - 네덜란드 - 노르웨이 - 파키스탄 (2010, 2016) - 폴란드 (June 2012) - 포르투갈 (March 2000) - 스웨덴 - 싱가포르 - 사우디아라비아 - 대한민국 - 스페인 - 모로코 - 대만 - 태국 - 튀르키예 - 아랍에미리트 - 영국 - 베네수엘라 (1992) |

## 같이 보기
- 레드 플래그 – 알래스카
- 레드 플래그 – 넬리스